# Sertão (Rio Grande do Sul)
Sertão é um município brasileiro do estado do Rio Grande do Sul.

## Comunidades
Uma das 29 comunidades do município é Butiá Grande, que, inicialmente pertencendo ao município de Passo Fundo, foi o lar de diversos combatentes da Guerra do Paraguai (1864-1870).